# Jean-Paul Penin

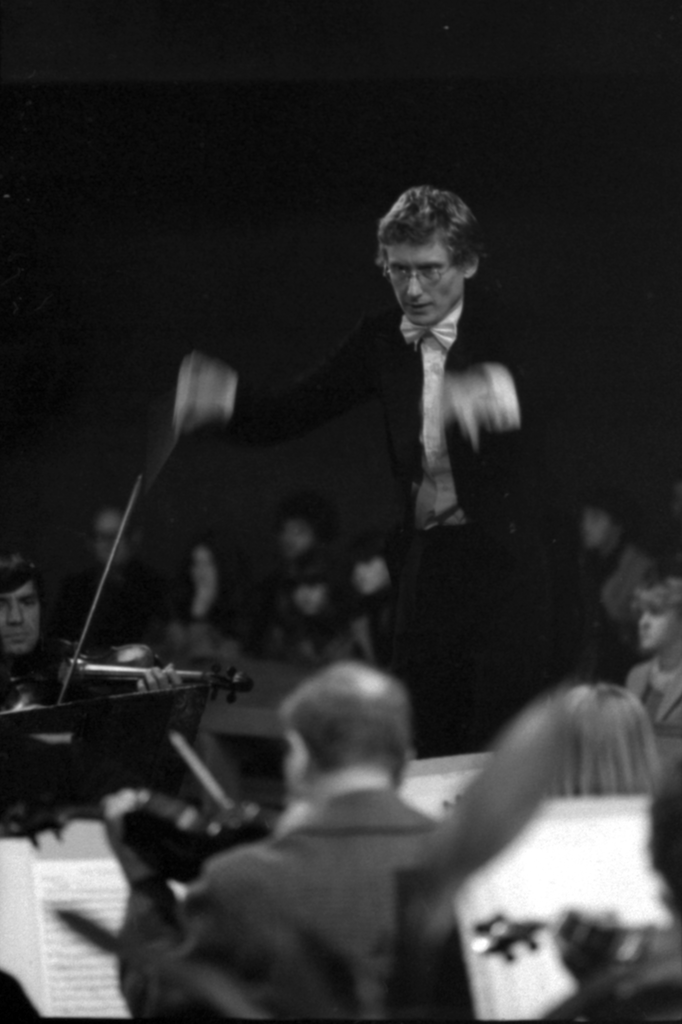
Jean-Paul PENIN
Orchestre Philharmonique de Strasbourg, 1980.

Jean-Paul Penin (Saint-Dizier bij Straatsburg, 31 december 1949) is een Franse dirigent. Hij heeft met name bekendheid verworven met uitvoeringen en opnamen van opnieuw ontdekte werken van componisten zoals Berlioz en uitvoeringen van tot dan toe genegeerde componisten zoals Spontini en Sacchini.

## Biografie
Jean Paul Penin studeerde aan het conservatorium van Straatsburg, waarna hij in Parijs zijn studie voortzette. In 1978 won Penin een Fulbright Scholarship om orkestdirectie te studeren aan het conservatorium van San Francisco. Na het Internationale Minon Dirigentenconcours Tokio in 1979, dirigeerde Jean Paul Penin diverse orkesten in Duitsland, België, Frankrijk, Nederland, Noorwegen, Slowakije, Tsjechië, Polen alsook daarbuiten in Zuid-Korea, Japan en de Verenigde Staten. In Polen was hij vaste gastdirigent van het Philharmonisch orkest van Krakau.
Daarnaast gaf hij concerten in Duitsland met Staatskapelle Dresden en de Dresdner Philharmonie, in Zuid-Amerika o.a. in Argentinië en Cuba. Verder leidde Penin driemaal het Hongaarse Staatsorkest in een tournee door Frankrijk, die eindigde in de Grote Zaal van het Concertgebouw in Amsterdam. In 2003 dirigeerde Jean-Paul Penin de Nationale Opera van Oslo in Dialogue des Carmélites van Francis Poulenc.
In Zuid-Korea gaf hij concerten met het KBS National Korean Radio en TV Symphony Orchestra. In november 2005 dirigeerde Penin de National Opera in Les contes d'Hoffmann (Offenbach).

## Opnamen
Jean-Paul Penin maakte opnamen van Gwendoline van Emmanuel Chabrier met het koor en orkest van het Slowaaks Filharmonisch Orkest. Verder twee cantates van Beethoven: Joseph II en Leopold II, Carl Maria von Webers' opera Der Freischütz in de versie van Berlioz met recitatieven en voor het label Universal de opera Fernand Cortez van Gaspare Spontini. Dit laatste werk was niet meer gespeeld sinds 1850.
In 2005 verscheen de opname van Oedipe a Colonne van Antonio Sacchini, deze opera werd geschreven in opdracht van Koning Lodewijk XVI voor Versailles maar nooit eerder in deze volledige versie uitgevoerd.

## La Messe Solennelle van Berlioz
In 1993 gaf muziekuitgever Bärenreiter met steun van Unesco Jean-Paul Penin de Franse primeur van de pas recent ontdekte partituur van La Messe Solennelle van Berlioz. Penin werd daarmee de eerste dirigent ter wereld die dit werk voor TV en op CD vastlegde. De opnamen werden gemaakt tijdens het concert dat hij met het Filharmonie van Krakau gaf in de basiliek van Vézelay, onder patronage van de Franse president (7. 10. 1993, Vézelay Basilika). Met dit werk gaf hij vele concerten, (Festival Berlioz, la Côte Saint-André, 1994; Teatro Colon Bogotà en Buenos Aires, 1998; Santander Muzik festival 2003.)
Jean-Paul Penin is door de Poolse president Lech Wałęsa onderscheiden met de Orde van Verdienste voor de Poolse Republiek als erkenning voor het vele werk dat hij heeft verricht als vaste gastdirigent van de Philharmonie van Krakau.